# Анхиноја
Анхиноја је у грчкој митологији било име једне или две личности.

## Етимологија
Ово име има значење „брзог духа“, односно „бритког интелекта“.

## Митологија
Била је нимфа Најада са реке Нил у Египту. Према Аполодору и Нону, кћерка речног бога Нила, која се удала за Бела и са њим имала синове Египта, Данаја, Кефеја, Финеја, Феникса и Агенора. Према неким изворима, њено име је заправо погрешно написано и требало је да буде Анхироја. Тумачи Ликофрона су јој приписивали сина Ситона кога је имала са Арејем, а Хегесип и две кћерке, Палену и Ројтеју. Ипак, неки извори разликују две личности; једну која је била Нилова кћерка и другу, која је заправо била Ситонова супруга и са њим имала две поменуте кћерке.

## Биологија
Латинско име ових личности (Anchinoe) је назив за род сунђера.